# Portegrandi
Portegrandi (o Porte Grandi) è una frazione del comune di Quarto d'Altino, in città metropolitana di Venezia. Dal capoluogo comunale dista circa 8 km.

## Geografia fisica
Sorge al centro di una vasta area rurale, resa coltivabile dalle bonifiche del XIX e del XX secolo. Si affaccia inoltre sulla Laguna Veneta settentrionale, ove inizia il Silone, diramazione del fiume Sile che ne segue l'antico corso. In quest'ambito, la località rappresenta una tappa fondamentale per il traffico navale (oggi soprattutto turistico) da e verso la Laguna.
Si distingue in realtà in due borgate, divise dal corso del Sile: Ca' Corner (nome però ormai in disuso, conosciuta ai più come "zona della chiesa" o semplicemente "chiesa"), sulla riva destra, e Carafia, sulla riva sinistra. La Portegrandi vera e propria sarebbe in verità un gruppo di case sulla foce del Silone, chiamata in passato Conca o Vaso di Portegrandi. Altra località è Le Trezze, ad est, presso le rive della Laguna.

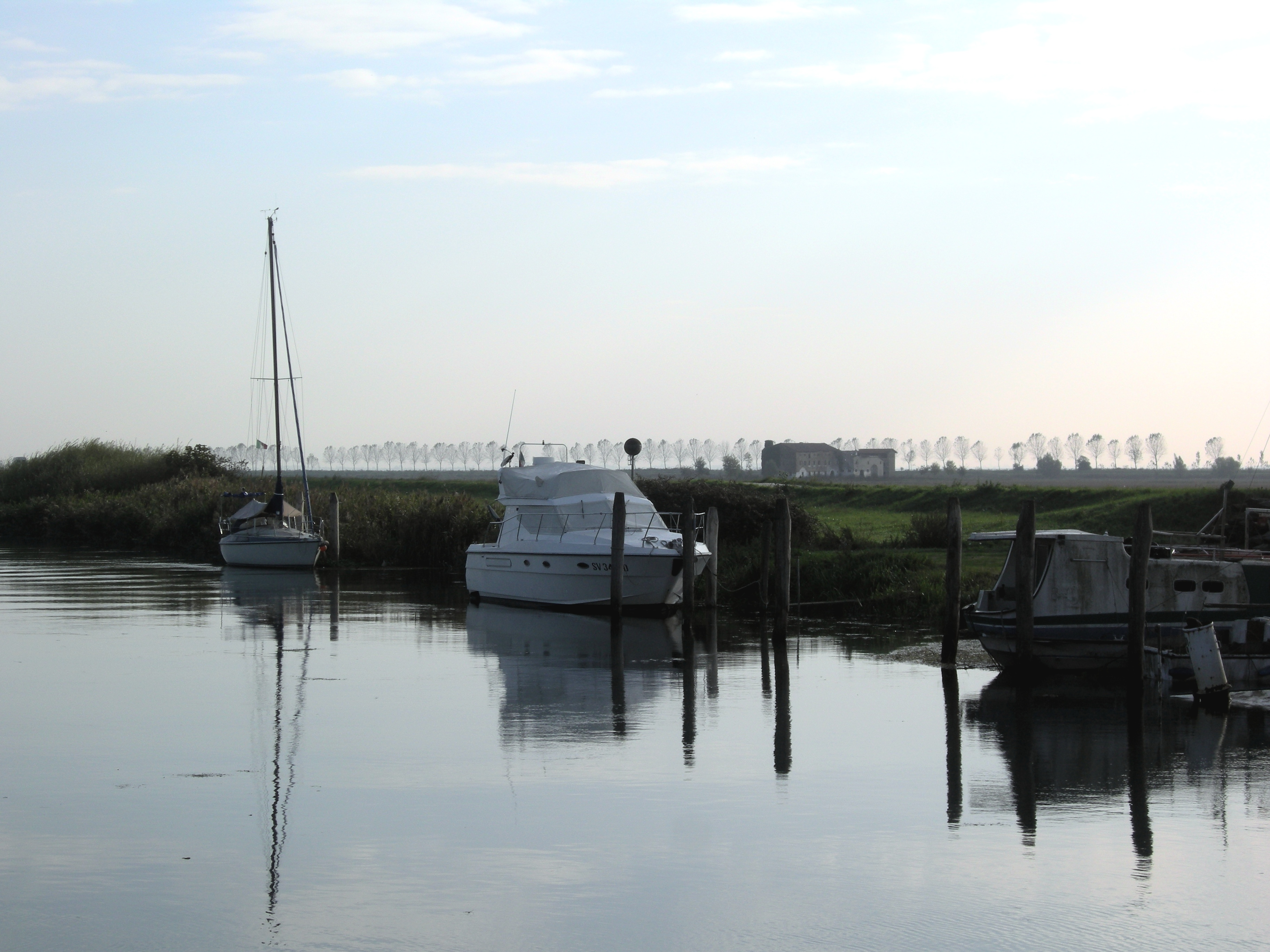
Veduta di un tratto del Sile a Portegrandi

## Storia
La Conca di Portegrandi si sviluppò sul finire del Seicento per controllare i traffici tra la Laguna e il Sile, funzione che, in un certo senso, svolge tutt'oggi. Una lapide in pietra d'Istria riporta il tariffario che i natanti dovevano pagare per oltrepassare le Porte.
In seguito alle bonifiche, il centro vitale di Portegrandi si è spostato poco più a nord, presso la chiesa nuova, e di conseguenza la Conca ha attraversato un periodo di decadenza. Attualmente se ne sta attuando il recupero.

## Monumenti e luoghi d'interesse
Interessante è la Conca, antico borgo affacciato alla Laguna. L'area è notevole dal punto di vista naturalistico e ambientale, e non a caso è ricompresa nel Parco naturale regionale del Fiume Sile.

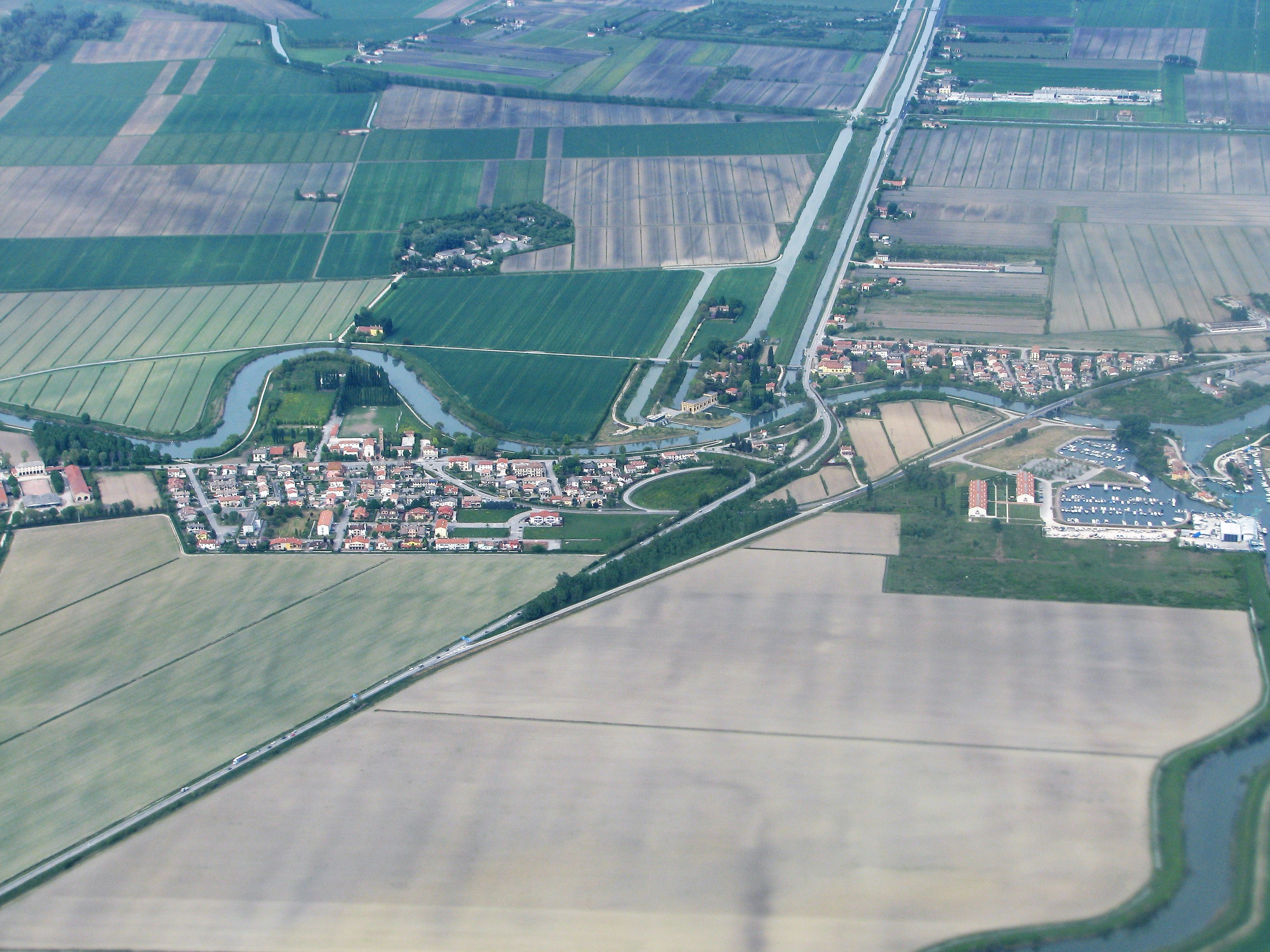
Veduta aerea di Portegrandi

La parrocchiale di San Magno vescovo (a Ca' Corner) è stata innalzata tra il 1912 e il 1926 sostituendo l'antica chiesa di Trepalade, oggi trasformata in edificio privato. L'esterno è assai semplice, con la facciata in marmo bianco. L'interno è ad unica navata ed è affrescato sia sul soffitto, sia sulla parete sinistra. Nella chiesa sono conservate diverse opere provenienti da Trepalade: l'altare è costituito dai marmi dell'antica abbazia di Monastier di Treviso; una tela rappresentante la Sacra Famiglia è attribuita alla scuola del Padovanino; sulla destra, vi è un altare in pietra del XVIII secolo. Il campanile è del secondo dopoguerra.

Interessante, nell'oratorio di Ca' Corner, una statua lignea della Madonna Nera di provenienza e datazione incerte.
Particolare invece la forma del campanile, che non ha la tipica punta, ma è tronco ed ha una balaustra a perimetro della cima.